# Arktisk klämsång
Arktisk klämsång är en sångart främst inom den læstadiaska väckelserörelsen i Norrbottens län och Tornedalen. Sångstilen anses ha skapats genom inspiration av jojk när læstadianismen bredde ut sig.